# Uzeste
Uzeste é uma comuna francesa na região administrativa da Nova Aquitânia, no departamento da Gironda. Estende-se por uma área de 27 km². Em 2010 a comuna tinha 460 habitantes (densidade: 17 hab./km²).
Aqui está enterrado o papa Clemente V, na igreja colegial de Notre-dame mandada construída sob suas ordens.